# England
England ist der größte und am dichtesten besiedelte Landesteil im Vereinigten Königreich.
England umfasst den größten Teil des südlichen Abschnitts der Insel Großbritannien, grenzt im Norden an Schottland und im Westen an Wales und die Irische See. Im Osten grenzt das Land an die Nordsee, im Süden an den Ärmelkanal und im Südwesten an den Atlantik.
London ist die Hauptstadt Englands und des gesamten Vereinigten Königreichs. Sie ist, gemessen an der Zahl ihrer Einwohner, die drittgrößte Stadt in Europa (nach Moskau und Istanbul). Englands Bevölkerung von über 57 Millionen Einwohnern umfasst fast 85 % der Bevölkerung des Vereinigten Königreichs.
Die Geographie des Landes ist geprägt durch niedrige Hügel und Ebenen, vor allem im zentralen und südlichen England. Allerdings gibt es auch Hochland im Norden und Südwesten.
In vielen europäischen Sprachen (z. B. im Deutschen, Niederländischen, Französischen etc.) wird der Name England synekdochisch auch für das gesamte Vereinigte Königreich gebraucht.
Während die anderen Landesteile des Vereinigten Königreichs (Nordirland, Schottland, Wales) aufgrund der Devolution eigene Parlamente besitzen, die in den entsprechenden Landesteilen Sonderrechte gegenüber der britischen Zentralregierung in London haben, ist dies für England nicht der Fall.

## Etymologie
Der Name England leitet sich vom altenglischen Wort Engaland ab, was so viel wie Land der Angeln bedeutet. Die Angeln waren ein germanischer Stamm, der das Land im Frühmittelalter besiedelte. Laut dem Oxford English Dictionary war der erste schriftliche Nachweis des Namens als Engla lande im Jahr 1014. Die moderne Schreibweise England (in mittelalterlichen Texten auch Engelland) wurde erstmals für das Jahr 1658 nachgewiesen.
Eine alternative Bezeichnung für England lautet Albion. Sie bezog sich ursprünglich auf die ganze Insel Großbritannien. Die Bezeichnung wird auch neuzeitlich vor allem dichterisch für England benutzt. Die nominell früheste Aufzeichnung dieses Namens war wohl im 4. Jahrhundert v. Chr. im Corpus Aristotelicum zu finden. Dort heißt es in etwa: „Jenseits der Säulen des Herakles gibt es zwei sehr große Inseln namens Britannia; diese sind Albion und Ierne“. Das Wort Albion (Ἀλβίων) ist möglicherweise auf das lateinische Wort albus (weiß) zurückzuführen, ein Verweis auf die weißen Klippen von Dover (zwischen England und Frankreich). Eine weitere Bezeichnung für England ist Angleterre oder Engleterre.

## Geographie
England ist mit etwa 130.000 km² der flächenmäßig größte Teil von Großbritannien und bedeckt ca. zwei Drittel Großbritanniens. Als ein typisches Merkmal von England können die Küsten genannt werden. Neben den Küsten finden sich in England noch weitere vielfältige Naturräume. England besteht zum größten Teil aus Tiefebenen, die von Gebirgsketten durchzogen werden. Der höchste Berg in England ist der Scafell Pike in den Cumbrian Mountains mit 978 Metern. Der längste und bekannteste Fluss des Landes ist die Themse. Neben ihr fließen durch England der Severn, der Humber, der Trent und der Great Ouse.

### Klima

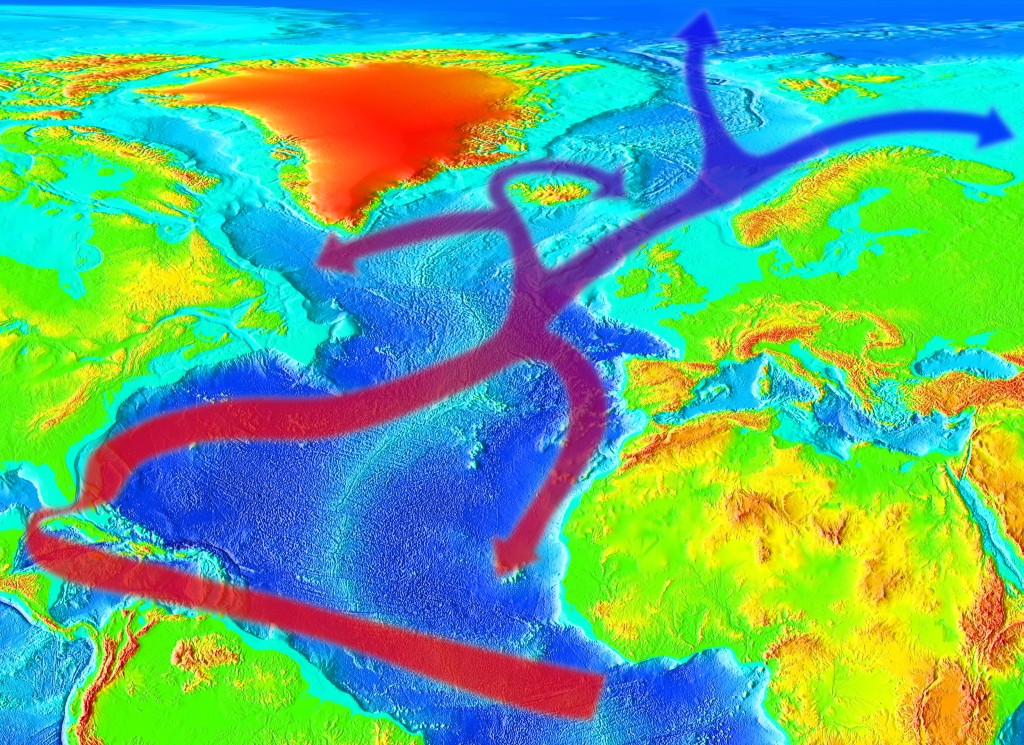
Darstellung des Golfstroms, der westlich der Britischen Inseln als Nordatlantikstrom fortgesetzt wird

England liegt in der gemäßigten Klimazone und weist, aufgrund des Golfstroms, ein eher feuchtes, aber auch warmes Klima auf. Insgesamt weist England ein wärmeres Klima als die Länder auf, die auf demselben Breitengrad liegen. In England herrscht abwechslungsreiches Wetter. Der Grund hierfür liegt darin, dass England abwechselnd von warmer Subtropikluft und kalter Polarluft beeinflusst wird. Die kältesten Monate sind Januar und Februar, während der August, teilweise im kontinentaleren Osten auch der Juli, normalerweise der wärmste Monat ist. Monate mit mildem bis warmem Wetter sind daneben Juni, September und Oktober. Die Niederschläge sind ziemlich gleich über das Jahr verteilt. Seit Beginn der Wetteraufzeichnungen betrug die höchste Temperatur 38,5 °C, und die niedrigste −26 °C. Bedingt durch den Klimawandel wird es in Zukunft zunehmend schwieriger, die Versorgung Englands mit Trinkwasser sicherzustellen.

Klimadiagramme englischer Städte
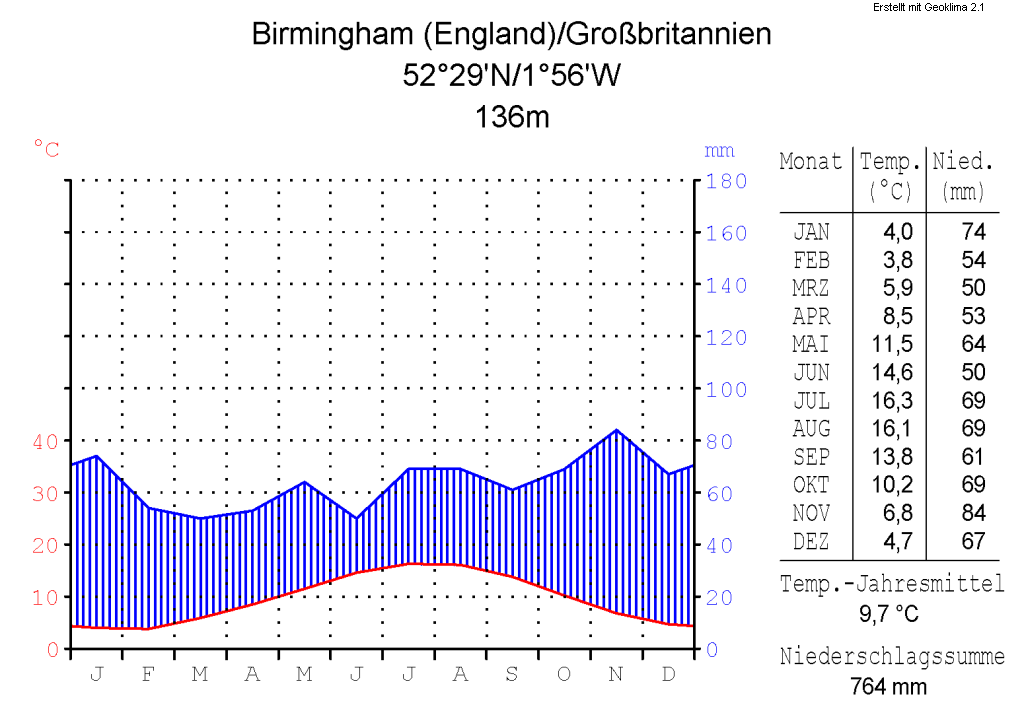
Klimadiagramm von Birmingham
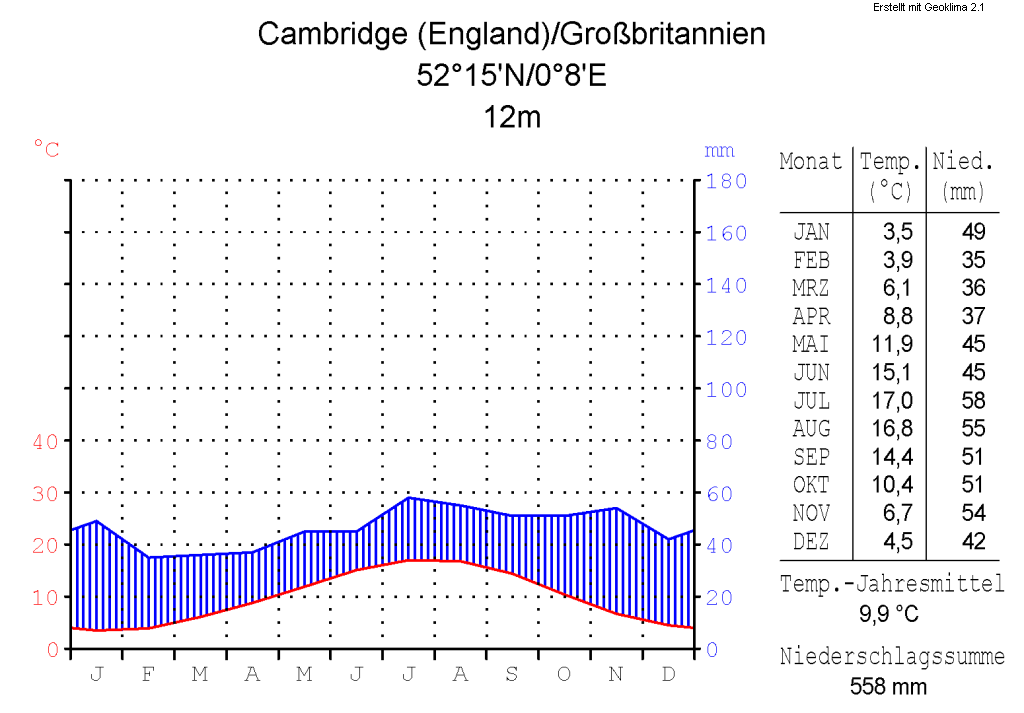
Klimadiagramm von Cambridge
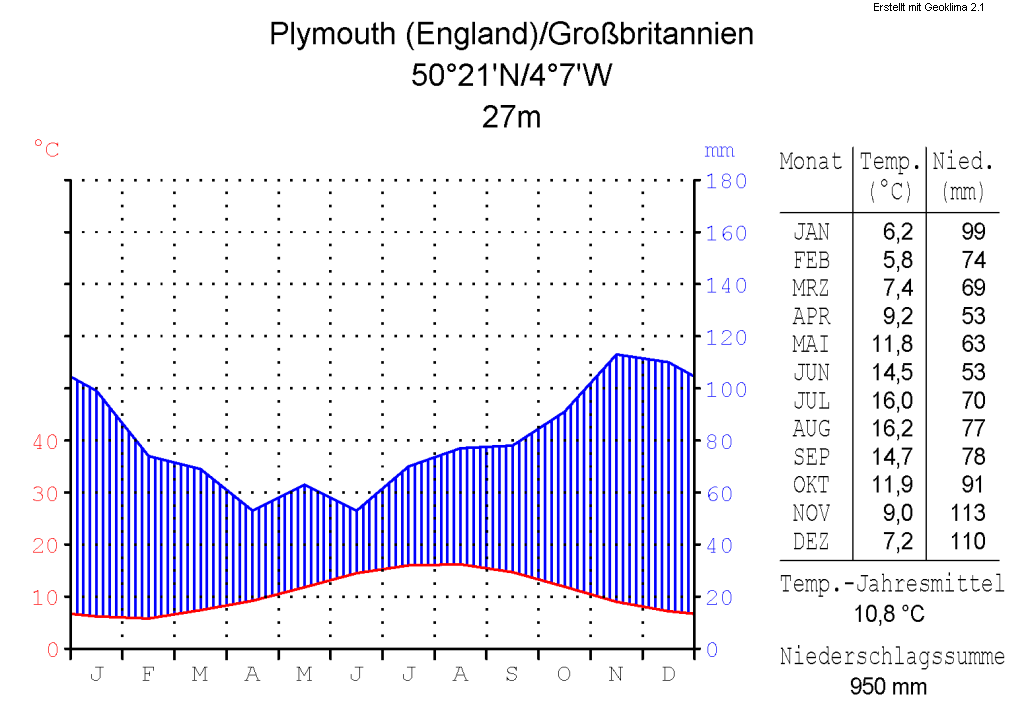
Klimadiagramm von Plymouth

Der berühmte zartfeine „englische Nieselregen“ an der Süd-West-Küste ist ein Steigungsregen an den Steilklippen, bei dem aus wasserdampfübersättigten warmen Luftmassen die Feuchte als kaum sichtbarer Sprühregen ohne Kondensationskeime (fehlen weitgehend im auflandigen Wind) ausfällt.

### Flora und Fauna
Etwa die Hälfte der Waldflächen des Vereinigten Königreichs entfallen auf England.
Die häufigsten Bäume in England sind Eichen und Buchen, in Tiefebenen sind auch Kiefern und Birken verbreitet. Hinzu kommen Kirschbaum- und Apfelbaumkulturen, Stechginster und zahlreiche Arten von Wildblumen.
Weit verbreitet in England sind Hirsche, Kaninchen, Hasen, Dachse und Füchse. Die früher in England beheimateten Wölfe und Wildschweine sind komplett ausgestorben. Während es in England viele Vogelarten wie Krähe, Tauben, Star gibt, sind Reptilien äußerst selten. Insektenfresser und andere kleine Säugetiere sind in England des Öfteren anzutreffen. Der Igel bspw. ist ein regelmäßiger Besucher der städtischen Gärten. Englands Meere sind ein Paradies für viele Meeressäugetiere. Die Kegelrobbe, ein relativ seltenes Tier auf der Welt, befindet sich in großer Zahl entlang der englischen Küste.

## Geschichte

### Vor der Römerzeit
Schon in der Altsteinzeit war das Gebiet der heutigen britischen Inseln zeitweise bevölkert, seit etwa ca. 11.000 v. Chr. dauerhaft. Die Geschichte des Landes beginnt mit der Abtrennung der Insel vom Kontinent. Um 8500 v. Chr. stieg der Meeresspiegel während der letzten Eisschmelze an und machte Britannien um ca. 7000 v. Chr. zur Insel. In der Jungsteinzeit, die auf der Insel erst um 4000 v. Chr. einsetzte, begannen Ackerbau und Viehzucht.

### Römerzeit und Christianisierung

Die Besiedlung Englands um 600

Die Römer fielen unter der Führung Caesars 55 und 54 v. Chr. in zwei Feldzügen in England ein, zogen sich dann aber jeweils vor Ende des Jahres wieder zurück und blieben nicht als Eroberer. Erst ein knappes Jahrhundert später während der Regierungszeit des Kaisers Claudius begannen die Römer mit einer dauerhaften Eroberung Englands. In das nach dem Rückzug der Römer um 410 n. Chr. entstehende Machtvakuum drangen immer wieder schottische Völkergruppen ein. In der Folgezeit wanderten Gruppen von Angeln, Jüten und Sachsen ein. Damit begann in Britannien das Frühmittelalter. Die angelsächsischen Völker brachten ihre germanische Religion mit, und etwa zu Beginn des 9. Jahrhunderts war die Christianisierung Englands abgeschlossen, wenn auch heidnischer Glaube immer noch weit verbreitet war.

### Wikingerzeit
Die dänischen Wikinger segelten schließlich Ende des 8. Jahrhunderts nach England. Zunächst führten sie nur Raubzüge durch, aber später richteten sie sich ein, forderten auch Tributzahlungen und errichteten eigene Dörfer. 878 schlug Alfred ein großes dänisches Heer bei Edington. Daraufhin ließ sich der dänische König Guthrum, der bereits zuvor in Kontakt mit dem Christentum gekommen war, mit 30 seiner Männer taufen. Anschließend zogen sie sich in ihr Kerngebiet in East Anglia (Danelag) zurück. Dieser Erfolg führte zur Anerkennung Alfreds als Herrscher auch in Mercien.

### Hochmittelalter
Der Sieg Wilhelms führte zur Einführung des effektiven Lehnssystems der Normannen. Eine kleine normannische Oberschicht ersetzte den eingesessenen Adel fast vollständig. Wilhelm befahl die Erstellung des Domesday-Buches, welches Steuern der gesamten Bevölkerung, ihrer Ländereien und Besitztümer erfasste. So entstand ein völlig neues Regierungssystem. Das System war der Vorgänger des englischen Parlamentarismus, der bis heute existiert.
Gesellschaft im Hochmittelalter:
In der Zeit von der Mitte des 10. bis zur Mitte des 14. Jahrhunderts kam es mit der Einführung der Dreifelderwirtschaft und der Urbarmachung weiterer Flächen zu einer Verdreifachung der englischen Bevölkerung, vermutlich auf bis zu sechs Millionen Menschen (geschätzt). Die Selbstversorgung mit Nahrungsmitteln gelang jedoch nur in klimatisch günstigen und politisch stabilen Zeiten.

### Spätmittelalter
Kennzeichnend für das Spätmittelalter ist der Hundertjährige Krieg. Die Absetzung Richards II. durch den späteren Heinrich IV. und die Misserfolge im Hundertjährigen Krieg waren die Gründe für den Ausbruch der anschließenden Rosenkriege.
Gesellschaft im Spätmittelalter:
Nach der Wachstumsphase des Früh- und Hochmittelalters prägte im Spätmittelalter die Pest die Entwicklung in England. Nach zwei schweren Pestschüben 1348 und 1361/62 kam es zu mehreren kleinen Ausbrüchen der Seuche, die die Bevölkerung in etwa halbierten.
Nachdem die großen Pestzüge vorbei waren, beschleunigte sich die Entwicklung der Städte, allen voran London.

### Das Elisabethanische Zeitalter
Der Thronfolgeregelung Heinrichs VIII. zufolge und auch nach den Zusicherungen, die Maria I. bei ihrer Heirat den Magnaten gemacht hatte, bestieg Elisabeth I. 1558 den Thron. Die neue, protestantische Königin wurde vom Volk begeistert aufgenommen. Vom Beginn ihrer Herrschaft an war eine mögliche Heirat der Königin das bestimmende Thema. Mehrfach forderten Parlamente sie dazu auf, mit dem Ziel, einen männlichen Thronfolger zu erhalten. Sie war verantwortlich für die Durchsetzung der Reformation, aber auch für die schlechteren Beziehungen mit Spanien.
Gesellschaft im 16. Jahrhundert:
Um 1550 war die englische Bevölkerung nach der Pest wieder auf rund drei Millionen angewachsen. Die Landbevölkerung stellte bei weitem die Mehrheit. Allerdings verfügte London um 1500 bereits über 60.000 Einwohner und wuchs bis zum Ende des Jahrhunderts auf rund 215.000 Menschen an. Die um 1500 nächstgrößten Städte waren deutlich kleiner: Norwich mit 12.000 und Bristol mit 10.000 Einwohnern.

## Bevölkerung
Mit über 55 Millionen Einwohnern ist England das mit Abstand bevölkerungsreichste Land des Vereinigten Königreichs. Fast 85 % der Bevölkerung des Vereinigten Königreiches entfällt auf England. Die Dichte von 417 Personen pro Quadratkilometer ist ebenfalls sehr hoch. Hierbei ist aber zu berücksichtigen, dass 8,3 Mio. der 55,3 Mio. Einwohner in Greater London auf nur 1,3 Prozent der Gesamtfläche leben. Im Rest des Landes liegt die Bevölkerungsdichte bei lediglich 357 Personen pro Quadratkilometer.

### Sprache
In England wird überwiegend Englisch gesprochen. Es gibt zwar kein Gesetz, das besagt, dass Englisch die Amtssprache ist, aber Englisch ist die einzige Sprache, die für amtliche Zwecke verwendet wird. Sie ist auch von internationaler Bedeutung, etwa 1,5 Milliarden Menschen auf der Welt sprechen Englisch, davon 375 Millionen als Erstsprache. Englisch wird meistens als „Weltverkehrssprache“ angesehen.
Ab dem 15. Jahrhundert wurde Englisch in England populär. In der englischen Renaissance wurden viele Wörter aus dem Französischen und Lateinischen übernommen.
Schätzungen zufolge sprechen 133.000 Einwohner Englands Walisisch.
Aufgrund von Einwanderung sprachen 2007 etwa 800.000 Schüler eine Fremdsprache zu Hause.
Eine Volkszählung von 2011 zeigt, dass in England nach Englisch am meisten Polnisch gesprochen wird.

### Religion

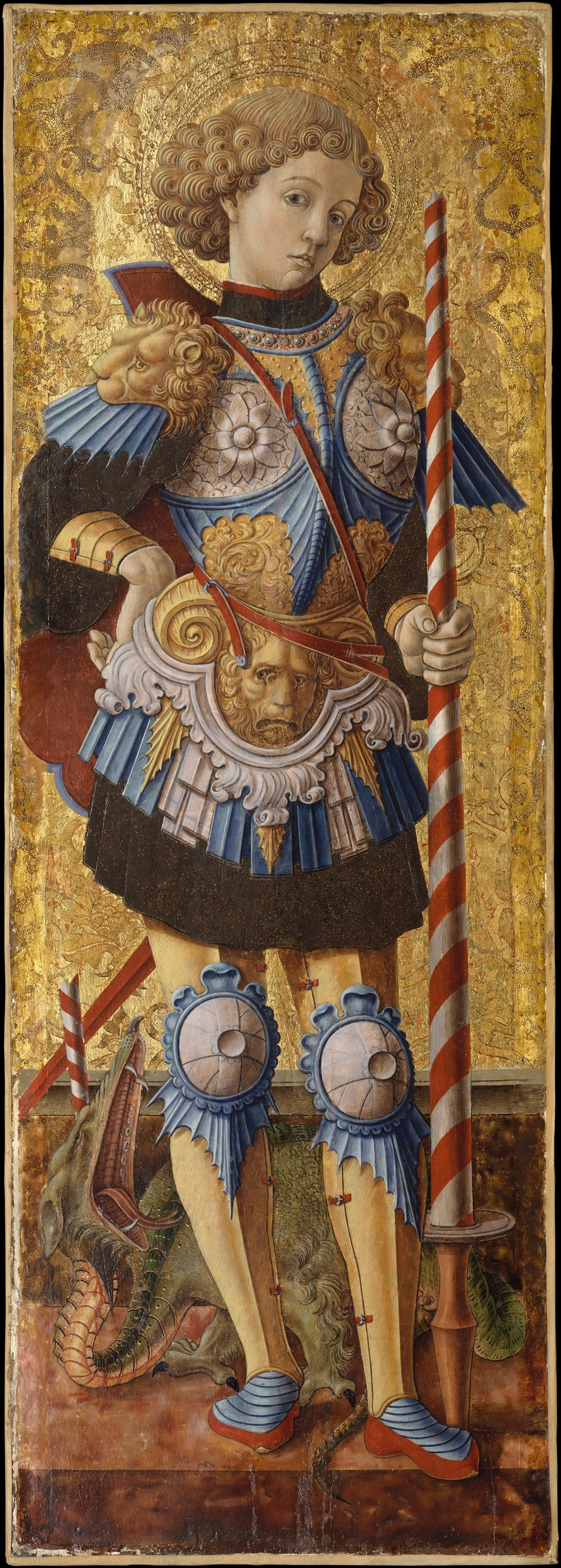
St. Georg, der Schutzpatron von England. Italienisches Gemälde aus dem Jahr 1472 von Carlo Crivelli, heute im Metropolitan Museum of Art in New York City.

Das Christentum hielt schon in der Endphase des Römischen Reiches im 1. bis 4. Jahrhundert Einzug in die damalige römische Provinz Britannia. Nach dem Rückzug der Römer und der angelsächsischen Landnahme im 4. bis 5. Jahrhundert folgte eine Phase des Heidentums. Der größte Teil Englands wurde in der ersten Hälfte des 7. Jahrhunderts durch gregorianische Missionare unter Augustinus von Canterbury christianisiert. Die englische Kirche bewahrte sich im Mittelalter eine gewisse Distanz zu den Päpsten. John Wyclif (ca. 1325–1384) wirkte als Vorläufer der späteren Reformatoren. Nach dem Beginn der lutherischen Reformation verhielt sich der damalige König Heinrich VIII. zunächst ablehnend, leitete im Jahr 1531 aber weniger aus religiösen, sondern aus persönlichen Motiven die Abspaltung der englischen Kirche von der römisch-katholischen Kirche ein. Die neu gegründete anglikanische Kirche (Church of England) entsprach zunächst in Liturgie und Theologie weitgehend der römisch-katholischen Kirche, nahm aber in den folgenden Jahrzehnten immer mehr protestantische Elemente auf. Die anglikanische Kirche wurde zur Staatskirche Englands. Voraussetzung für ein höheres Amt war die Mitgliedschaft in der Church of England. Neben der Staatskirche entwickelten sich auch evangelische Freikirchen („Nonkonformisten“). Außerdem gab es weiterhin eine kleine katholische Minderheit, die allerdings staatlicherseits massiv benachteiligt wurde. Die Katholiken standen im Ruf, Staatsfeinde zu sein, die mit den traditionellen katholischen Gegnern Englands, Spanien und Frankreich, sympathisierten.
Heute hat die Church of England weiterhin den Status einer Staatskirche. Ihr Kirchenoberhaupt ist der regierende Monarch des Vereinigten Königreiches. Es gibt rund 26 Millionen Anhänger der Church of England.
Mit der Katholikenemanzipation 1829 erhielten die Katholiken die bürgerliche Gleichberechtigung. Während der Zeit der Zugehörigkeit Irlands zum Vereinigten Königreich 1801–1923 nahm der katholische Bevölkerungsanteil durch Zuwanderung aus Irland stark zu.
Bis zum 19. Jahrhundert gab es praktisch keine nennenswerte jüdische Bevölkerung in England, da die Juden im Jahr 1290 unter König Edward I. aus England ausgewiesen worden waren. Erst der Lord Protector Oliver Cromwell gestattete im Jahr 1656 den Juden die Wiederansiedlung. Trotzdem blieb die jüdische Bevölkerung danach lange Zeit sehr gering. Die vollständige rechtliche Gleichberechtigung erhielten die Juden in England erst im Jahr 1858. Eine größere Einwanderungswelle von Juden aus Osteuropa (vor allem aus dem Russischen Reich) gab es vor allem Ende des 19. und Anfang des 20. Jahrhunderts. Während der Zeit des Nationalsozialismus fanden auch viele als Juden verfolgte Personen aus Mitteleuropa in England Asyl, wo sie teilweise bedeutende Beiträge zu den Kriegsanstrengungen des Vereinigten Königreichs leisteten.
Nach dem Zweiten Weltkrieg wurden die britischen Kolonien nach und nach selbständig. Es kam zu einer zahlenmäßig erheblichen Einwanderung aus den Ländern des Commonwealth, wodurch viele Muslime ins Land kamen. Die größten Gruppen bildeten Einwanderer aus Pakistan und Einwanderer aus Bangladesch.
Viele Kirchen und Kathedralen in England sind historische Gebäude und von hohem architektonischem Wert. Bekannte historische Gebäude sind z. B. Westminster Abbey, York Minster, Durham Cathedral und Salisbury Cathedral.
| Religion          | Bevölkerungs- anteil | in %    |
| ----------------- | -------------------- | ------- |
| Christentum       | 26.167.899           | 46,3 %  |
| Islam             | 3.801.186            | 6,7 %   |
| Hinduismus        | 1.020.533            | 1,8 %   |
| Sikhismus         | 520.092              | 0,9 %   |
| Judentum          | 269.283              | 0,5 %   |
| Buddhismus        | 262.433              | 0,5 %   |
| andere Religionen | 332.410              | 0,6 %   |
| bekenntnislos     | 20.715.664           | 36,7 %  |
| keine Antwort     | 3.400.548            | 6,0 %   |
| Gesamt            | 56.490.048           | 100,0 % |

Anteil von Muslimen an der Bevölkerung nach Countys (2010):
0,0 % – 0,9 %
1 % – 1,9 %
2 % – 4,9 %
5 % – 9,9 %
10 % – 19,9 %
20 % und mehr

In England sind je etwa 2–3 % der Bevölkerung Mitglied einer anglikanischen, katholischen oder orthodoxen Kirche.

## Politik
Die Regierung des Königreichs hat, ebenso wie die königliche Familie, ihren Sitz in der britischen Hauptstadt London. England hat – im Gegensatz zu Schottland, Wales oder Nordirland – weder ein Landesparlament noch eine Landesregierung. Deren Aufgaben werden vom Parlament und der Regierung des Vereinigten Königreiches wahrgenommen. Jedoch gibt es, insbesondere nach der gescheiterten Unabhängigkeitsabstimmung in Schottland, Diskussionen, wie auch England im Rahmen der Devolution besser berücksichtigt werden kann. Diskutiert werden beispielsweise Regionalparlamente in England, ein englisches Landesparlament oder die Beibehaltung der bisherigen Zuständigkeit des britischen Unterhauses unter künftigem Ausschluss nicht-englischer Parlamentarier bei nur England betreffenden Fragestellungen.

### Nationale Symbole
Die englische Flagge, bekannt als St.-Georgs-Kreuz, ist ein rotes Kreuz auf einem weißen Hintergrund und wird seit dem 13. Jahrhundert verwendet.
Ein anderes nationales Symbol ist seit den Rosenkriegen die Tudor-Rose, die ein Symbol des Friedens sein soll. Die Rose wird z. B. von der Englischen Rugby-Union-Nationalmannschaft als Emblem verwendet.
Die Three Lions („Drei Löwen“) gehen auf Richard Löwenherz zurück und bilden das Wappen Englands.
England selbst hat keine offizielle Nationalhymne. Bei sportlichen Veranstaltungen, bei denen England als eigenständige Mannschaft auftritt, wird zumeist die britische Nationalhymne God Save the King verwendet, aber auch die Hymne Land of Hope and Glory oder seit 2010 Jerusalem, z. B. bei Test Cricket.

### Verwaltungsgliederung
Die 39 historischen Grafschaften

Die 39 traditionellen Grafschaften

Diese 39 historischen Grafschaften (engl. county, counties) bestehen seit dem Hochmittelalter. In ihrer Funktion als Verwaltungsbezirke sind sie seit Mitte des 20. Jahrhunderts mehrmals neu gegliedert worden, jedoch bestehen die historischen Grafschaften im Bewusstsein der Bevölkerung weithin fort. Größere Städte galten als Teil der Grafschaften, wurden jedoch als Boroughs eigenständig verwaltet.
Gegenwärtige Verwaltungsgliederung
Im Laufe des 20. Jahrhunderts wurde die Verwaltungsgliederung teilweise den neu entstandenen Ballungsgebieten angepasst. Dadurch veränderten sich auch die Grenzen der oben genannten 39 historischen Counties. So wurde zum Beispiel 1965 die Verwaltungseinheit Greater London eingerichtet. 1974 entstanden sechs Metropolitan Counties und die sogenannten Non-Metropolitan Counties, darunter auch einige kleinere neue Grafschaften wie Avon, Humberside und Cleveland, die jedoch in den 1990er Jahren zum Teil wieder aufgelöst wurden.
Die Counties untergliedern sich in Bezirke (Metropolitan Districts bzw. Districts), die aufgrund ihrer Aufgabenstellung etwa den Stadtverwaltungen Deutschlands entsprechen. Diese Distrikte bestehen meist aus einer Vielzahl von Städten und kleineren Siedlungen, die jedoch keine eigene Verwaltung haben. Man spricht von einer „zweistufigen Verwaltung“ (erste Stufe: Grafschaften, zweite Stufe: Distrikte).
1986 wurden die Grafschaftsräte bzw. -verwaltungen der Metropolitan Counties aufgelöst. Ihre Aufgaben wurden an die untergliederten Metropolitan Districts delegiert, so dass diese alle Aufgaben der Grafschaften und der Distrikte erledigen („einstufige Verwaltung“). In ihrer Funktion können die Metropolitan Districts seither als Unitary Authorities bezeichnet werden. Die Bezeichnungen der sechs Metropolitan Counties wurden zwar beibehalten, sie sind seither aber nur noch für die Beschreibung der geographischen Lage bzw. für statistische Zwecke von Bedeutung.
Zahlreiche Non-Metropolitan Districts wurden Mitte der 1990er Jahre als Unitary Authorities aus den Grafschaften ausgegliedert. Sie erledigen seither die Verwaltungseinheiten der Grafschaften mit und sind somit mit den Metropolitan Districts vergleichbar.
Die Grafschaften und Unitary Authorities Englands sind heute zu neun Regionen zusammengefasst. Zur Untergliederung der Regionen und Grafschaften siehe Verwaltungsgliederung Englands und Verwaltungsgrafschaften Englands.
Großstädte

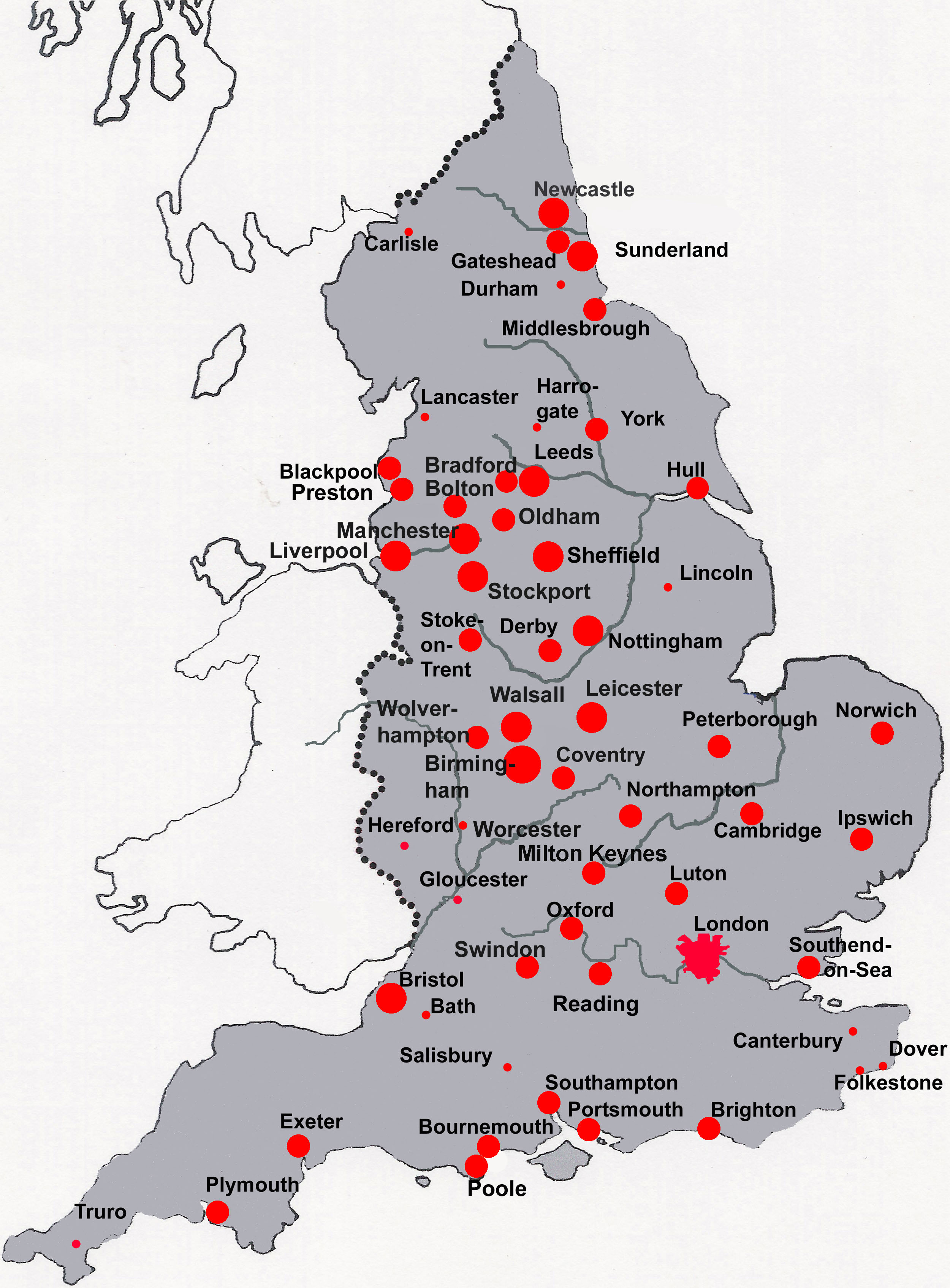
Englische Städte

In der englischen Sprache wird zwischen city und town unterschieden. Das Recht, als „City“ bezeichnet zu werden, besiegelt eine königliche Ernennungsurkunde, die sogenannte Royal Charter. Meist orientierte man sich dabei daran, ob die betreffende Ansiedlung eine Kathedrale besitzt. Während beispielsweise das kleine St Davids in Wales mit weniger als 2000 Einwohnern als „City“ gilt, ist Stockport mit seinen 135.600 Einwohnern nur „Town“. Die Unterscheidung ist damit ähnlich der Unterscheidung zwischen Stadt und Gemeinde in Deutschland. Alle Verwaltungsbezirke mit städtischem Charakter besitzen in England üblicherweise auch den Status eines Borough.
Die folgende Liste der „Großstädte“ Englands enthält neben Greater London sowie den Unitary Authoritys Bristol und Leicester die jeweiligen Metropolitan Boroughs. Metropolitan Boroughs sind einstufige Verwaltungseinheiten in den großstädtischen Ballungsräumen Englands, die man mit deutschen kreisfreien Städten vergleichen kann. Formal sind sie Untergliederungen der Metropolitan Countys, die allerdings als Verwaltungseinheiten keine Rolle mehr spielen (siehe auch Verwaltungsgliederung Englands).
| Die zehn größten städtischen Verwaltungsbezirke in England (Stand 2015) | Die zehn größten städtischen Verwaltungsbezirke in England (Stand 2015) | Die zehn größten städtischen Verwaltungsbezirke in England (Stand 2015) | Die zehn größten städtischen Verwaltungsbezirke in England (Stand 2015) | Die zehn größten städtischen Verwaltungsbezirke in England (Stand 2015) | Die zehn größten städtischen Verwaltungsbezirke in England (Stand 2015) |
| Rang                                                                    | Name                                                                    | Einwohner                                                               | Verwaltungseinheit                                                      | Metropolitan County                                                     | Region in England                                                       |
| ----------------------------------------------------------------------- | ----------------------------------------------------------------------- | ----------------------------------------------------------------------- | ----------------------------------------------------------------------- | ----------------------------------------------------------------------- | ----------------------------------------------------------------------- |
| 1                                                                       | London                                                                  | 8.665.000                                                               |                                                                         |                                                                         | Greater London                                                          |
| 2                                                                       | Birmingham *                                                            | 1.111.300                                                               | Metropolitan Borough                                                    | West Midlands                                                           | West Midlands                                                           |
| 3                                                                       | Leeds *                                                                 | 774.100                                                                 | Metropolitan Borough                                                    | West Yorkshire                                                          | Yorkshire and the Humber                                                |
| 4                                                                       | Sheffield *                                                             | 569.700                                                                 | Metropolitan Borough                                                    | South Yorkshire                                                         | Yorkshire and the Humber                                                |
| 5                                                                       | Bradford *                                                              | 531.200                                                                 | Metropolitan Borough                                                    | West Yorkshire                                                          | Yorkshire and the Humber                                                |
| 6                                                                       | Manchester *                                                            | 530.300                                                                 | Metropolitan Borough                                                    | Greater Manchester                                                      | North West England                                                      |
| 7                                                                       | Liverpool *                                                             | 478.600                                                                 | Metropolitan Borough                                                    | Merseyside                                                              | North West England                                                      |
| 8                                                                       | Bristol *                                                               | 449.300                                                                 | Unitary Authority                                                       | —                                                                       | South West England                                                      |
| 9                                                                       | Coventry *                                                              | 345.400                                                                 | Metropolitan Borough                                                    | West Midlands                                                           | West Midlands                                                           |
| 10                                                                      | Leicester *                                                             | 342.600                                                                 | Unitary Authority                                                       | —                                                                       | East Midlands                                                           |

## Wirtschaft und Infrastruktur

### Wirtschaft
England zählt zu den am stärksten deregulierten Volkswirtschaften der Welt, mit einem durchschnittlichen Pro-Kopf-Einkommen von 22.907 €. England praktiziert den Freien Markt, hat eine fortschrittliche Infrastruktur und gehört in Bezug auf Inflation, Zinsniveau und Arbeitslosigkeit zu den stärksten Regionen Europas. Die offizielle Währung Englands ist das Pfund Sterling. Es wird von vielen Staaten als Währungsreserve gehalten und gilt nach dem US-Dollar und dem Euro als eine der wichtigsten konvertiblen Währungen der Welt. England macht den größten Teil der Wirtschaft in Großbritannien aus, nicht zuletzt wegen London, eines der weltweit größten Finanzzentren. Das Land ist eines der führenden Länder in den Bereichen der chemischen und technischen Industrie, insbesondere Luft- und Raumfahrt, Rüstungsindustrie und Software-Industrie. Die Bank of England, im Jahr 1694 gegründet, ist die Zentralbank des Vereinigten Königreiches.

### Wissenschaft

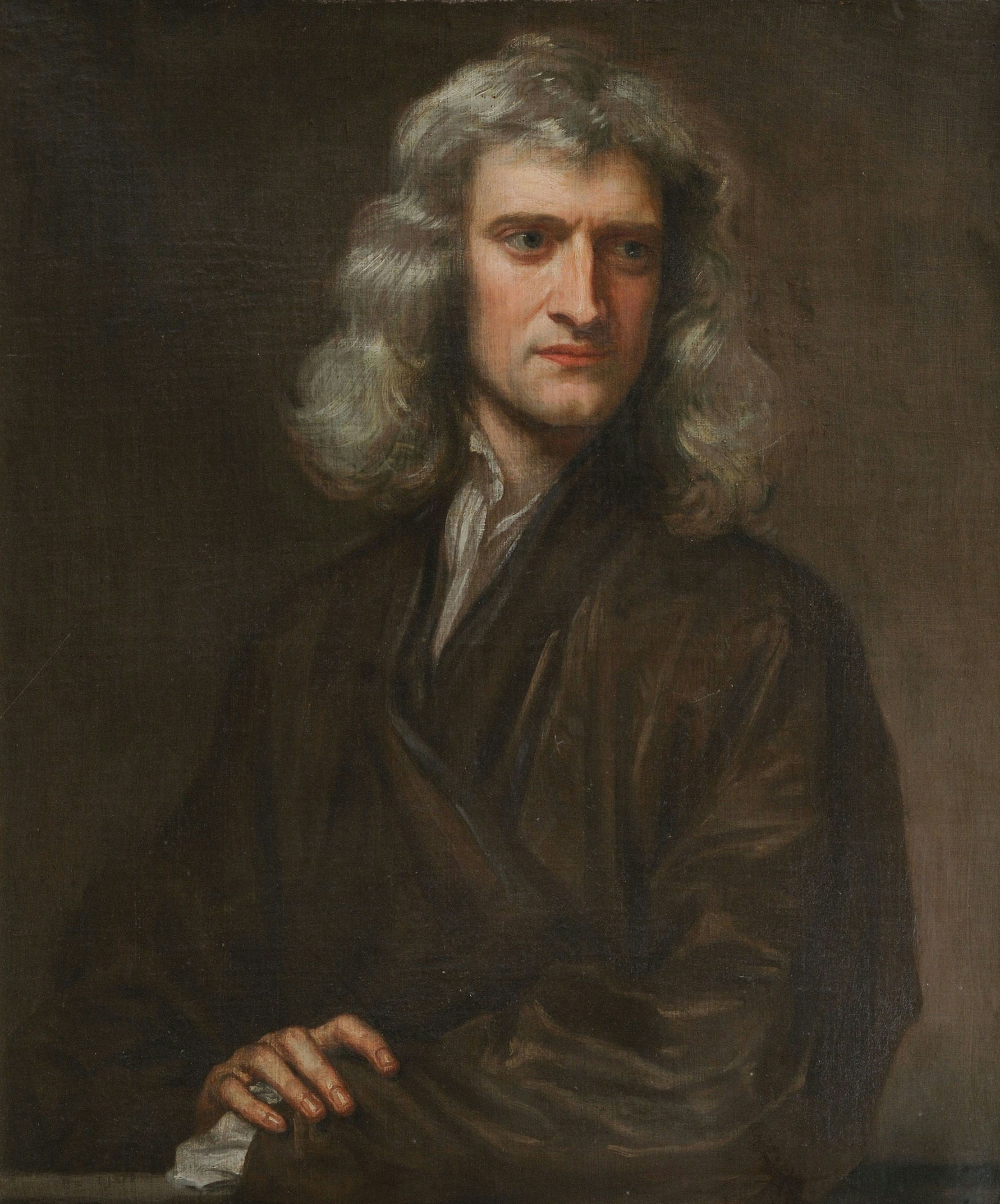
Isaac Newton, eine der bedeutendsten Personen in der Geschichte der Wissenschaft

Prominente englische Namen aus dem Bereich Wissenschaft und Mathematik sind Sir Isaac Newton, Michael Faraday, Robert Hooke, Robert Boyle, Joseph Priestley, Charles Darwin, Paul Dirac, Alan Turing, Francis Crick, Andrew Wiles, Stephen Hawking und Richard Dawkins (usw.).
Als Geburtsort der industriellen Revolution war England die Heimat von vielen bedeutenden Erfinder im späten 18. und frühen 19. Jahrhundert. Berühmte Erfindungen und Entdeckungen von Engländern sind die ersten Computer, das World Wide Web und auch der Rasenmäher.

### Infrastruktur

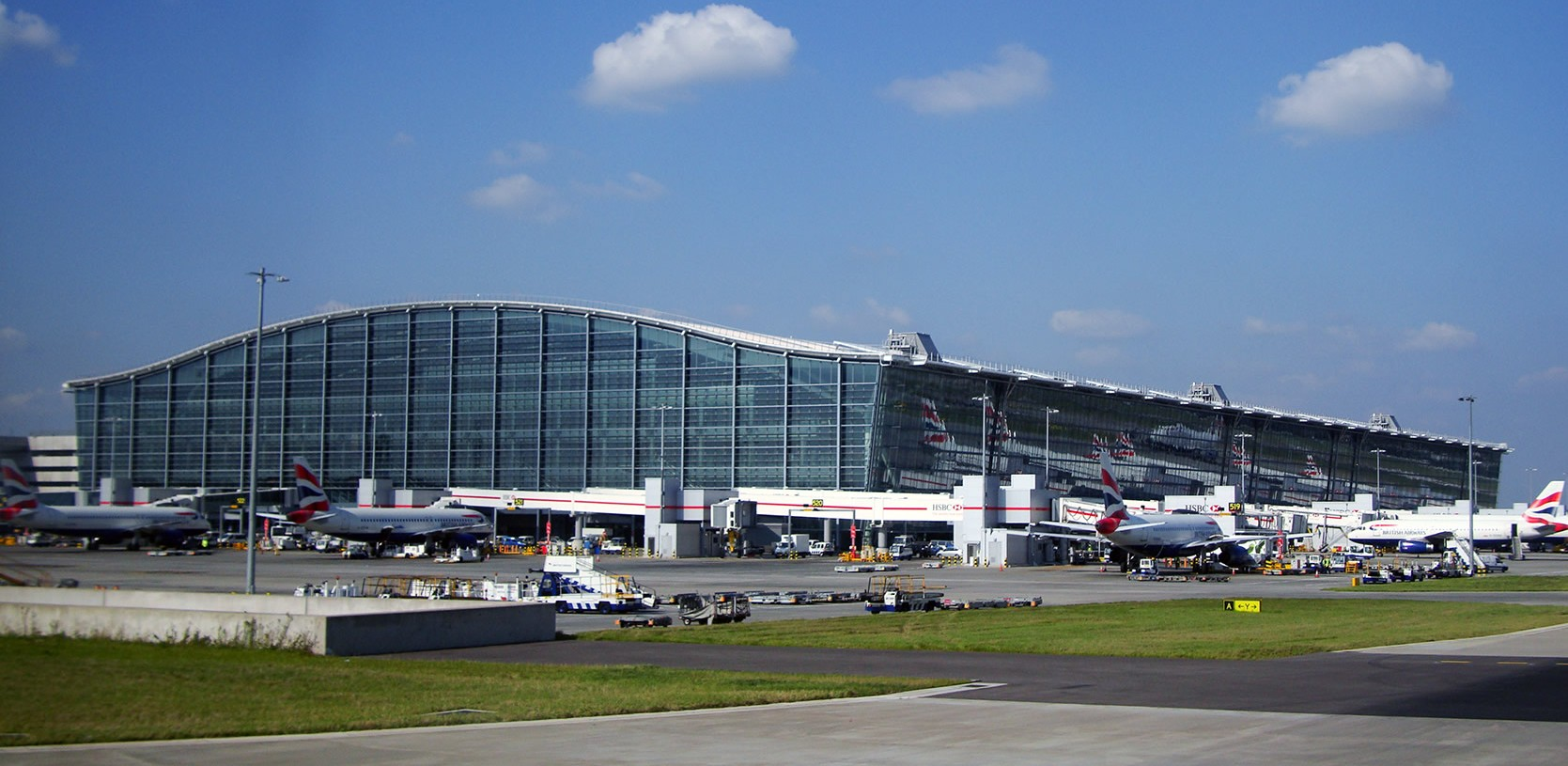
Flughafen London Heathrow

Das Autobahnen- und Fernstraßennetz in England ist sehr weit ausgebaut. Eine typische Fernstraße ist die A1 Great North Road, die durch Ostengland, von London nach Newcastle upon Tyne, verläuft.
Großunternehmen im Bustransport sind: National Express, Arriva und Go-Ahead. Die roten Doppeldeckerbusse in London sind ein berühmtes Symbol Englands. Der größte Flughafen ist London Heathrow. Er ist an der Zahl der internationalen Passagiere gemessen der größte Flughafen der Welt.
Rund 4400 Meilen (7100 Kilometer) Wasserstraßen gibt es in England.
Der Schienenverkehr von England zählt zu den ältesten der Welt, Passagierbahnen in England entstanden im Jahre 1825 auf der Basis von Aktiengesellschaften. Die daraus erwachsende Einkommensrealität beschrieb 1919 der Politiker und Nationalökonom Leo Chiozza Money: Die Profite aus Eisenbahnaktien machten jährlich 45 Millionen Pfund aus; eine Summe, die größer war „als alle Löhne und Gehälter, die für körperliche und geistige Arbeit bei den Eisenbahnen bezahlt werden.“ Er widersprach damit einer Erhöhung der Eisenbahntarife wegen ggf. Lohnerhöhungen: „Die bestehenden sind schon viel zu hoch und hemmen Reisen und Handel.“

### Gesundheit

Logo des NHS in England

Der National Health Service (NHS) ist das öffentlich finanzierte System der Gesundheitsversorgung. Er wird aus Steuergeldern (und nicht wie in vielen Ländern über die Sozialversicherung) finanziert. International, auch in Deutschland, hat der NHS einen schlechten Ruf, der auf die oft sehr langen Wartezeiten zurückzuführen ist. Der schlechte Ruf wird oft mit Ärztemangel begründet.
Die durchschnittliche Lebenserwartung der Menschen in England beträgt 77,5 Jahre für Männer und 81,7 Jahre für Frauen, das ist die höchste Lebenserwartung der vier Länder des Vereinigten Königreiches.

### Bildungssystem

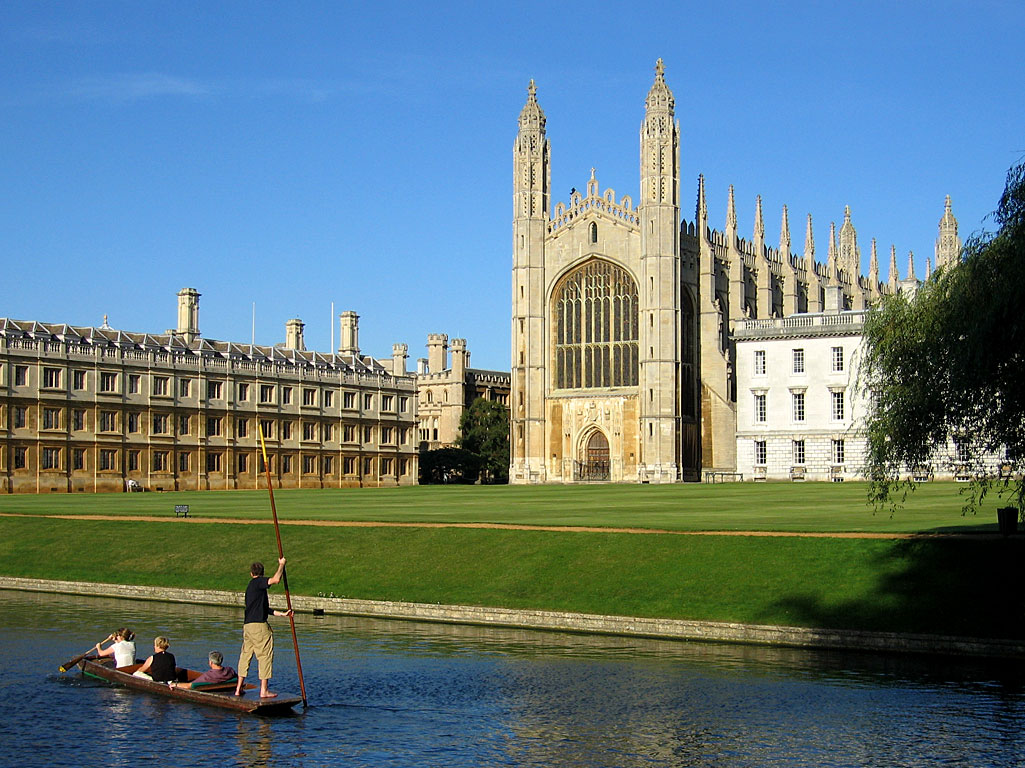
King’s College, Universität in Cambridge

Im Alter von drei bis vier geht man in den Kindergarten, im Alter von vier bis elf Jahren besucht man die Grundschule, die weiterführende Schule wird von Elf- bis Sechzehnjährigen besucht. Nach Abschluss der Pflichtschule machen die Schüler z. B. eine GCSE-Prüfung und bilden sich anschließend für etwa zwei Jahre weiter.
Die Überwachung der staatlichen Schulen erfolgt durch Office for Standards in Education und die für Privatschulen (etwa 7 % der Schüler besuchen Privatschulen) durch Independent Schools Inspectorate. Aufgrund der finanziellen Schwierigkeiten mehrerer Gemeinden finanzieren sich einige staatliche Schulen über Crowdfunding.

### Kommunalfinanzen
Die Kommunen finanzieren sich über Gemeindesteuern und Zuwendungen der Regierung; ein Finanzausgleich findet nicht statt. Seit mehreren Jahren geraten viele Gemeinden in finanzielle Notlagen. Laut der Gewerkschaft UNISON sind die Einkommen der Kommunen seit 2010 um 41 Prozent eingebrochen. Von 2018 bis Anfang 2024 erklärten acht Gemeinden ihre Zahlungsunfähigkeit. Dadurch mussten u. a. Jugendzentren und Bibliotheken geschlossen sowie Unterstützungsangebote für arme Menschen gestrichen werden.

## Kunst und Kultur
Die englische Kunst ist geprägt von der Architektur, Malerei, Kunsthandwerk und der Plastik. England gilt als das „Mutterland des Fußballs“, und die Englische Küche verfügt über landestypische Besonderheiten.

### Architektur
Mit dem 1175 begonnenen Umbau des Chors der Kathedrale von Canterbury durch Wilhelm von Sens vollzog sich unter dem Einfluss der Baukunst in der Île de France der Übergang zur Gotik. Die englische Spätgotik, der sog. Perpendicular Style (1350–1530), brachte besonders im Kapellenbau (Chorumbau in Gloucester, Schlosskapelle in Windsor u. a.) neben strenger, senkrechter Gliederung der Wand das Fächergewölbe. Im Tudorstil (1500–1600, besonders Schlossbau) vermischten sich Formen der Spätgotik und der italienischen Renaissance. Es folgte eine barock-klassizistische Entwicklung, die schließlich den kontinentalen Baugedanken des Barocks weitgehend verschloss und den Klassizismus allgemein verbreitete. Seit dem Ende des 18. Jahrhunderts erfolgte ein Stilgefühl der Ausstattung von Innenräumen und Ingenieurarchitektur aus Eisen, Eisenbeton und Glas.

### Malerei
Im 10. und 11. Jahrhundert begann die englische Malerei mit ihrer ersten Blütezeit. Die kontinentalen Strömungen, die nach dem Beginn des 15. Jahrhunderts für etwa 300 Jahre die englische Malerei beherrschten, gingen überwiegend auf die Tätigkeit ausländischer Künstler in England zurück. Einen neuen Höhepunkt erreichte die Bildnismalerei nach der Mitte des 18. Jahrhunderts mit der Weiterentwicklung der von van Dyck begründeten Porträttradition. Anfang des 19. Jahrhunderts prägte England die Landschaftsmalerei.

### Kunsthandwerk
Das englische Kunsthandwerk wurde seit dem 18. Jahrhundert für ganz Europa bedeutungsvoll. Ende des 18. Jahrhunderts wurde Jasperware hergestellt, bei der die Scherben durch Metalloxide durch und durch gefärbt sind. Im 19. Jahrhundert kam es in England zur Erneuerung des Kunstgewerbes auf allen Gebieten, einschließlich des Buchdrucks und Buchschmucks.

### Plastik
Die Bildhauerkunst Englands erlangte erst in der Zeit der Gotik als Kathedral- und Grabmalplastik größere Bedeutung. Der Mangel an eigenen schöpferischen Kräften und die Abhängigkeit von kontinentalen Leistungen bestimmten die Entwicklung der Bildhauerkunst.

### Küche
Seit der frühen Neuzeit ist das Essen Englands durch seine Trivialität und Abhängigkeit von Naturprodukten gekennzeichnet. Beispiele für traditionelle englische Küche sind der Sonntagsbraten, Fisch kombiniert mit Pommes frites und das Full English Breakfast, das generell aus Speck, Würstchen, Tomaten, Brot, Bohnen, Pilzen und Eiern besteht. Einige beliebte Käsesorten sind Cheddar, Red Leicester und Wensleydale. Traditionelle englische Nachtische sind Apfelkuchen und andere Obstkuchen, außerdem Pudding, in jüngerer Zeit auch Karamellpudding. Ein klassisches Getränk ist Tee, dessen Popularität durch Katharina von Braganza erhöht wurde, während die häufigsten alkoholischen Getränke Wein (besonders Cider), englisches Bier und dunkles Bier sind.

### Sport

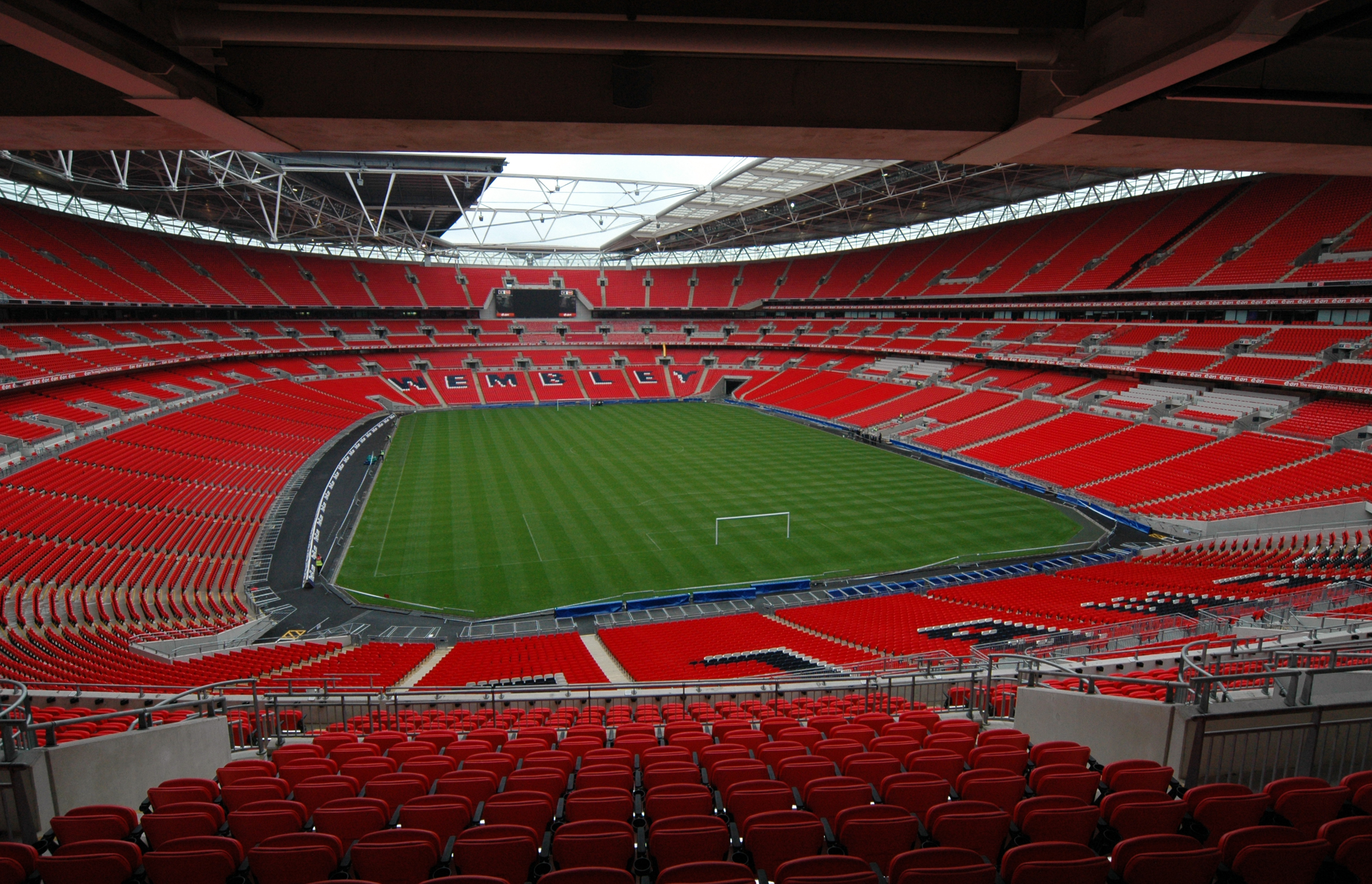
Das Wembley-Stadion ist mit einer Kapazität von 90.000 Zuschauerplätzen das größte Fußballstadion des Vereinigten Königreichs

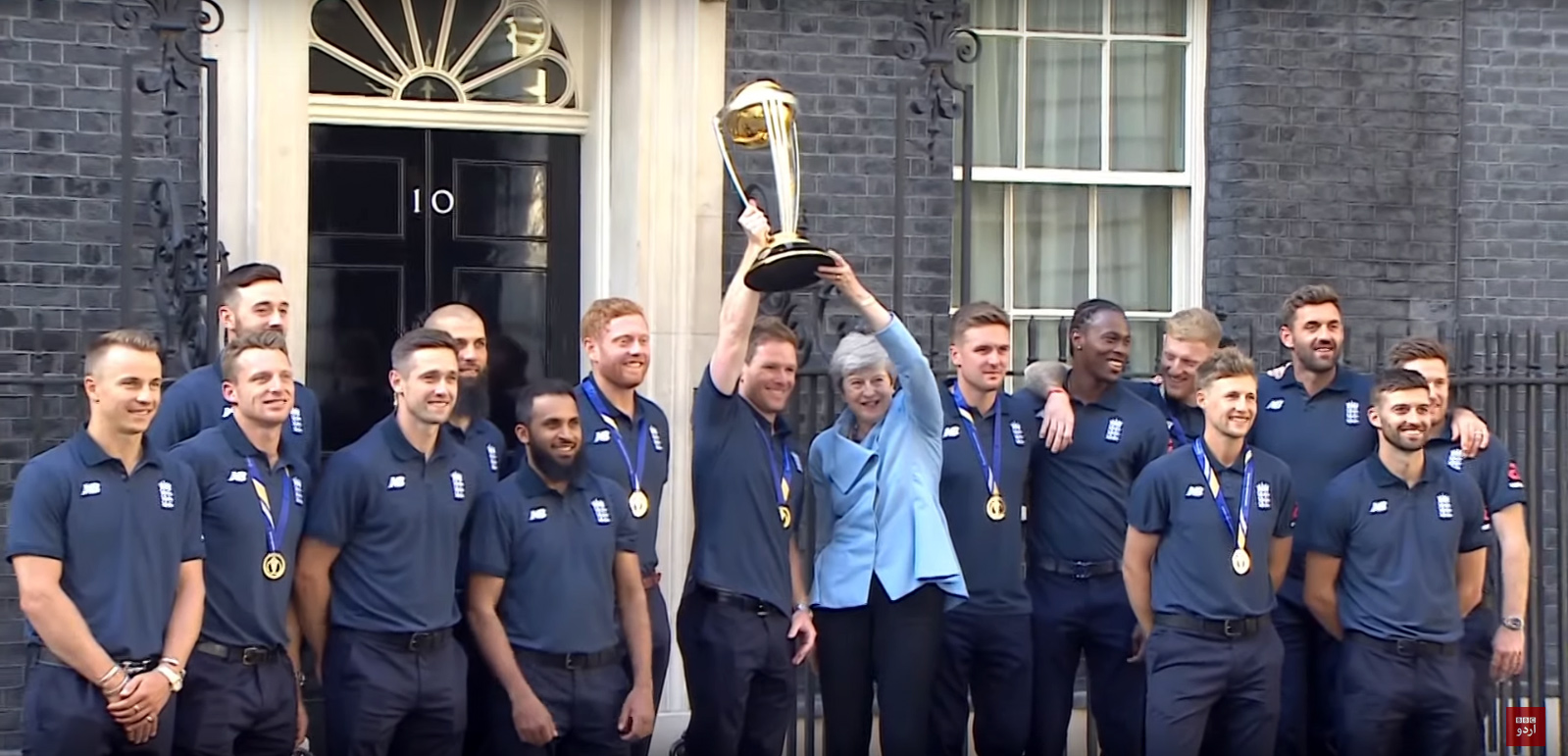
Empfang der englischen Cricket-Nationalmannschaft nach dem Gewinn der Weltmeisterschaft 2019 durch die damalige Premierministerin Theresa May

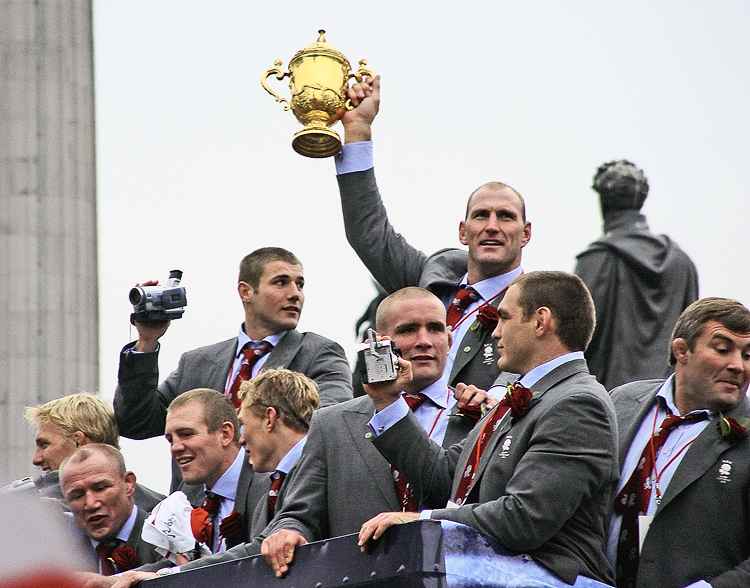
Die englische Rugbymannschaft nach ihrem Sieg bei der Weltmeisterschaft 2003

England hat ein starkes sportliches Erbe und kodifizierte im 19. Jahrhundert viele Sportarten, die in heutigen Zeiten auf der ganzen Welt gespielt werden, darunter Fußball, Cricket, Rugby, Tennis, Boxen, Badminton, Squash, Hockey, Snooker, English Billiards, Darts, Tischtennis, Basketball, Netball, Pferderennen, Windhundrennen und Fuchsjagd. Das Land half außerdem bei der Weiterentwicklung von Sportarten wie Golf, Segeln und der Formel 1.
Fußball ist die beliebteste Sportart in England. Die englische Fußballnationalmannschaft, die ihre Heimspiele im Londoner Wembley-Stadion spielt, bestritt 1872 das erste Fußballspiel weltweit gegen Schottland. Das Spiel fand in Hamilton Crescent, Glasgow, dem Stadion des West of Scotland Cricket Club, statt. Die FIFA erkennt den englischen Verein FC Sheffield als ältesten offiziellen Verein an. England war als „Heimat des Fußballs“ Ausrichter der Fußball-Weltmeisterschaft 1966 und gewann das Endspiel gegen Westdeutschland mit 4:2. Mit einer Einschaltquote von 32,30 Millionen war das Finale das meistgesehene Fernsehereignis im Vereinigten Königreich. Bei der Fußball-Europameisterschaft 2021 erreichte England erstmals das Finale, unterlag im Wembley-Stadion jedoch gegen Italien im Elfmeterschießen mit 2:3. 2024 erreichten sie abermals das Finale, unterlagen aber Spanien mit 1:2. In der heutigen Zeit ist die englische Premier League die meistgesehene und lukrativste Liga weltweit.
Laut Überlieferung entstand das Cricket im frühen Mittelalter als Wettstreit zwischen Bauern und Schmieden in Weald. Die Englische Cricket-Nationalmannschaft wird aus englischen und walisischen Cricketspielern zusammengestellt und verfügt als Vollmitglied des International Cricket Council über Teststatus. Eine der bekanntesten und traditionsreichsten Wettbewerbe dieser Sportart ist The Ashes zwischen England und Australiens, die seit 1882 ausgetragen wird. England war bereits Gastgeber von fünf Cricket World Cups (1975, 1979, 1983, 1999 und 2019), mehr als jedes andere Land. Außerdem erreichte die Nationalmannschaft das Finale bereits vier Mal, wobei man jenes von 2019 gegen Neuseeland nach Anzahl der Boundaries gewann, nachdem das Finale und (das anschließende Super Over) erstmals unentschieden endete. Nach dem Gewinn der Fußballweltmeisterschaft 1966 und der Rugbyweltmeisterschaft 2003 ist Cricket die dritte Sportart, in der die jeweilige Nationalmannschaft eine Weltmeisterschaft gewinnen konnte. Außerdem war England Gastgeber der ICC World Twenty20 2009 und ist auch zweimaliger Gewinner dieses Turnieres (2010 gegen Australien und 2022 gegen Pakistan). Ebenso war man Gastgeber dreier Champions Trophies (2004, 2013 und 2017). Der Londoner Lord’s Cricket Ground wird allgemein Home of Cricket („Heimat des Crickets“) genannt. Im November 2021 wurde England zusammen mit Irland und Schottland zum Gastgeber des Men’s T20 World Cup 2030 ernannt.
Rugby entstand im 19. Jahrhundert in der Rugby School in Rugby, Warwickshire. Die Englische Rugby-Union-Nationalmannschaft nimmt an den jährlichen Six Nations teil, zusammen mit Frankreich, Irland, Italien, Schottland und Wales, sowie an den vierjährlichen Rugby-Union-Weltmeisterschaften. Dabei gewann England im Finale der Weltmeisterschaft 2003 gegen den Gastgeber Australien. England war auch einer der Gastgeber der Weltmeisterschaften 1991 und 1999, während das Turnier 2015 überwiegend in England stattfand. Zudem war England Ausrichter der Frauen-Weltmeisterschaft 2010 und auch das Turnier 2025 wird in England stattfinden. England gewann die Turniere 1994 und 2014. Wie die Männer nimmt die englische Frauen-Nationalmannschaft an jährlichen Six Nations der Frauen teil und qualifiziert sich regelmäßig für Weltmeisterschaften. Londons Twickenham ist das größte Rugbystadion der Welt und Heimstadion der Nationalmannschaft. Als größte Ehre für englische Spieler gilt es, alle paar Jahre mit den British and Irish Lions auf Tour in die Südhemisphäre zu gehen, um gegen die All Blacks aus Neuseeland, die Springboks aus Südafrika oder die Wallabies aus Australien anzutreten.
Golf ist ebenfalls beliebt in England; teils dank der kulturellen und geografischen Nähe zu Schottland, der Heimat des Golfspieles. Englische Golfspieler, die bereits einen Grand Slam gewannen, sind Cyril Walker, Tony Jacklin, Nick Faldo und Justin Rose bei den Männern sowie Laura Davies, Alison Nicholas und Karen Stupples bei den Frauen. Das älteste Golfturnier der Welt sind die British Open, das abwechselnd in England, Schottland und Nordirland ausgetragen wird. Das zweijährliche Golfturnier, der Ryder Cup, ist nach dem britischen Saatguthändler und Golfsponsor Samuel Ryder benannt, der das Turnier gesponsert und die Trophäe gestiftet hat. Nick Faldo ist der erfolgreichste Spieler beim Ryder Cup und erzielte mit 25 die meisten Punkte eines europäischen oder US-amerikanischen Spielers überhaupt.
Tennis entstand Ende des 19. Jahrhunderts in Birmingham und die Wimbledon Championships gilt als das älteste und prestigeträchtigste Tennisturnier weltweit. Wimbledon nimmt einen wichtigen Platz im jährlichen Kulturkalender des Vereinigten Königreiches ein. Fred Perry war der letzte Engländer, der das Turnier gewinnen konnte (1936). Er war auch der erste Tennisspieler, dem es im Herreneinzel gelang, alle vier Grand Slam-Turniere zu gewinnen und er führte die Mannschaft Großbritanniens zu vier Siegen im Davis Cup. Bei den Damen gewannen bisher zwei Engländerinnen Wimbledon: (Ann Haydon-Jones 1969) und Virginia Wade (1977).
Der Große Preis von Großbritannien 1950 auf dem Silverstone Circuit war der erste der neu gegründeten Automobil-Weltmeisterschaft 1950, der heutigen Formel 1. Seitdem gehören englische Automobilrennfahrer zu den erfolgreichsten in der Geschichte der Formel 1, darunter Stirling Moss, Nigel Mansell, Damon Hill, Lewis Hamilton und Jenson Button. Einige der technisch fortschrittlichsten Rennmotoren werden in England gefertigt und viele der heutigen Rennställe wählen aufgrund der Fertigkeiten und der Infrastruktur des englischen Ingenieurwesens England als Stützpunkt. McLaren Automotive, Williams F1, Team Lotus, Honda Racing F1, Brawn GP, Benetton Formula, Alpine F1 Team, Aston Martin F1 Team und Red Bull Racing sind, oder waren, im Süden Englands aktiv.
London war bereits Gastgeber dreier Olympischer Sommerspiele (1908, 1948 und 2012). England nimmt an den vierjährlichen Commonwealth Games teil und war viermal Gastgeber dieses Turnieres: 1911 in London, 1934 in London, 2002 in Manchester und 2022 in Birmingham.